# 天王寺出口
天王寺出口（てんのうじでぐち）は、大阪府大阪市天王寺区の阪神高速道路14号松原線の出口。環状線方面からの出口のみのハーフICである。天王寺・あべの地区への最寄りの出口の一つ。

## 隣
阪神高速14号松原線
えびすJCT - (14-01)天王寺出口 - (14-02)阿倍野入口 - (14-03)文の里出入口